# سرفل أنيق
سرفل أنيق (الاسم العلمي:Chaerophyllum elegans) هو نوع من النباتات يتبع جنس السرفل من الفصيلة الخيمية.